# Felizia von Sizilien
Felizia von Sizilien († 1102) war Königin von Ungarn.
Felizia von Sizilien wurde als Tochter von Roger I., Graf von Apulien, und Eremburge d’Evreux geboren.
Im Jahre 1097 heiratete sie den ungarischen König Koloman I. aus dem Haus der Arpaden.
Aus der Ehe gingen vier Kinder hervor, wobei der einzige überlebende Sohn Stephan II. seinem Vater als ungarischer König folgte. Da dieser jedoch trotz zweier Ehen kinderlos blieb, starb mit ihm die Linie der ungarischen Könige nach Koloman aus.
Königin Felizia starb bereits nach fünfjähriger Ehe und ihr Gemahl verheiratete sich zwei Jahre danach mit Euphemia von Kiew. Felizia wurde in der Basilika von Székesfehérvár beigesetzt.

## Nachkommen
- Sophie, ⚭ Saul, Gespan von Bihar
- Stephan II., König von Ungarn
- Ladislaus (* 1101; † 1112)
- eine Tochter, ⚭ Wladimirko Wolodarowitsch, Fürst von Halicz